# حامد الشريف
حامد الشريف لاعب كرة قدم سعودي مدافع في نادي عفيف.

## مسيرة اللاعب
لعب سابقاً في الفئات السنية في النادي الأهلي و لعب بعدها مع نادي الاتفاق و نادي هجر ونادي العروبة ونادي الباطن ونادي البكيرية ونادي العلا ونادي عفيف.

## روابط خارجية
- حامد الشريف على موقع قاعدة بيانات كرة القدم.إي يو (الإنجليزية)
- حامد الشريف على موقع Soccerway.com (الإنجليزية)